# 多硫化钡
多硫化钡（Barium polysulfide，化学式：BaSx），别名硫钡粉，是钡生成的多硫化物。

## 性质
深灰色粉末，为硫化钡细粉和硫磺细粉的机械混合物。可溶于水，加水反应生成多硫化钡，水溶液呈棕红色或黑褐色。有很强的恶臭气味，在酸中分解，放出元素硫和硫化氢气体。

## 制取
由重晶石与无烟煤经粉碎在高温下焙烧，然后加硫黄、磨碎，制得多硫化钡。

## 用途
用作农药中的杀菌剂、杀螨剂，可用于防治小麦锈病和各种果树病害。